# Mrežna aplikacija
.
Mrežna aplikacija (eng. web application, web app) je klijentsko-poslužiteljski računalni program lkoji klijent (rabljen u korisničkom sučelju i logici klijentske strane) izvodi u pregledniku. Uobičajene mrežne aplikacije imaju webmail, online kupovinu i online dražbu.
Mrežne aplikacije su one vrste aplikacija čiji su pokretači računala spojena na mrežu. Najčešće korištene mrežne aplikacije si mrežni preglednici koje se rabi radi pronalaska sadržaja na World Wide Web-u (WWW-u), aplikacije elektronske pošte radi slanja poruka putem WWW-a (mrežno bazirani servisi elektronske pošte, npr. GMail, Yahoo Mail i sl.). Svaka aplikacija izravno je povezana s protokolom koji koristi, pa tako WWW se služi protokolom HTTP, brojni programi za elektronsku poštu služe se protokolima POP3 i IMAPv4, aplikacije za prijenos datoteka najčešće se služe protokolom FTP, programi za udaljeni pristup služe se protokolom Telnet/SSH, aplikacije za upravljanje mrežom služe se protokolom SNMP.

## Normativni nadzor
LCCN: sh2012001728, NDL: 01058852

## Vanjske poveznice
- HTML5 Draft recommendation,  changes to HTML and related APIs to ease authoring of web-based applications (eng.)
- The Other Road Ahead — An article arguing that the future lies on the server, not rich interfaces on the client (eng.)
- Web Applications na Curlieju
- Web Applications Working Group at the World Wide Web Consortium (W3C) (eng.)
- Create Web App Without Coding  Arhivirana inačica izvorne stranice od 23. studenoga 2018. (Wayback Machine) (eng.)